# Hackrate
A Hackrate egy platform etikus hackereknek, amely segít a vállalatoknak csökkenteni a kiberbiztonsági kockázatokat a globális hackerközösség erejével. Négy befektető, köztük a Hiventures támogatásával a Hackrate összesen 520 100 dollárt gyűjtött be három körben. A legutóbbi finanszírozásukat 2023. március 20-án sikerült megszerezniük.
A Hackrate korszerű etikus hackelési megoldásokat kínál, amelyek az átláthatóságra, a felelősségre és a legújabb technológiákra helyezik a hangsúlyt. Céljuk, hogy a velük dolgozó szervezetek sikeresen vegyék fel a harcot a digitális környezetben folyamatosan növekvő kiberbiztonsági kihívásokkal.

## Történet
A Hackrate-et Balázs Pózner és Molnár Levente alapította, akik korábban már dolgoztak együtt az IT biztonság területén. A platformot a biztonsági területen szerzett tapasztalataik alapján alakították és fejlesztették.

## Szolgáltatások és megoldások

### Managed vulnerability disclosure Program
Az etikus hackereknek és biztonsági kutatóknak egy kezelt sebezhetőség bejelentő program (mVDP) keretei között lehetőségük van közvetlenül biztonsági hibákat jelenteni a vállalatoknak, ellentétben a magas kockázatú, engedély nélküli csatornákon történő sérülékenységek jelentésével.

### Managed bug bounty program
A kezelt hibabizonyítvány program lehetővé teszi a vállalatoknak, hogy a kiberbűnözők előtt fedezzék fel a biztonsági gyengeségeket, és biztosítsák az ellenőrzési képességeik átfogó értékelését.

### Pentest as a service
A Behatolási Tesztelés szolgáltatás (PTaaS) egy biztonságos és ellenőrzött megközelítést biztosít a vállalatok IT rendszereinek alapos értékeléséhez valós életbeli támadásokkal szemben. A PTaaS lehetővé teszi az ügyfelek számára alkalmazásaik, API-juk vagy hálózatuk tesztelését a biztonsági sebezhetőségek szempontjából.

### HackGATE™
A HackGATE™ egy monitoringplatform, amelyet vállalatoknak terveztek, és amely az etikus hackelési projektekre összpontosít. A platformot a Hackrate fejlesztette ki azzal a céllal, hogy a behatolási tesztprojektek projektmenedzsmentjét átláthatóbbá tegye és teljes körű ellenőrzést biztosítson a kritikus biztonsági tesztelési kezdeményezések felett.
Hatékonyan monitorozni az etikus hackelési projekteket és megkülönböztetni a valóban biztonságos rendszereket az incomplett vizsgálatoktól gyakran kihívást jelent. A HackGATE-t az előrehaladott projekt elemzés és a proaktív monitorozási képességekkel készítették el, hogy ezekre az aggodalmakra válaszoljanak.
A HackGATE vezető Biztonsági Információs és Eseménykezelő (SIEM) rendszert használ a teljes projekt elemzés biztosítása érdekében. Az OWASP támadási típusok azonosításával, biztonsági adatok naplózásával és jelentések generálásával a megfelelési célokra a HackGATE átlátható áttekintést nyújt a tesztelési folyamatról.

#### HackGATE funkciói
A HackGATE átláthatóság és projektminőség javítását célozza. A platform aktívan monitorozza az etikus hackerek tevékenységét, lehetővé téve a szervezetek számára, hogy szigorú ellenőrzést tarthassanak fenn az IT rendszereik felett, és szorosan követhessék a behatolási tesztelőket.
A HackGATE továbbá garantálja, hogy csak engedélyezett behatolási tesztelők vesznek részt a rendszerek tesztelésében. Az engedélyezett hozzáférés biztosítása érdekében a platform csak a kijelölt IP-címekről engedélyezi a webkiszolgálóba való belépést. Ezenkívül a HackGATE erős hitelesítési módszereket alkalmaz az etikus hackerek számára a hozzáférés előtt, és az összes tevékenységet szorgalmasan naplózza a projekt teljes időtartama alatt.
Továbbá a HackGATE átfogó jelentéseket generál klikkelhető PDF formátumban, amelyek könnyű hozzáférést biztosítanak a biztonsági szakembereknek a mélyebb betekintéshez és a pentest projekt teljes folyamatának teljes nyomon követéséhez.